# Vòng loại Cúp bóng đá châu Á 2011
Vòng loại Cúp bóng đá châu Á 2011 diễn ra theo thể thức mới của Liên đoàn bóng đá châu Á (AFC), giữa 25 đội bóng mạnh nhất của châu lục nhằm xác định 10 suất giành quyền tham dự vòng chung kết Cúp bóng đá châu Á 2011 được tổ chức tại Qatar.
Trong số 25 đội bóng này, đội chủ nhà Qatar, với ba đội giành huy chương tại Cúp bóng đá châu Á 2007 là Iraq, Ả Rập Saudi và Hàn Quốc, cùng nhà vô địch Cúp Challenge AFC 2008 Ấn Độ đã chính thức đoạt vé đi dự vòng chung kết mà không cần qua vòng loại. 20 đội bóng còn lại được chia làm 5 bảng đấu, thi đấu 2 trận lượt đi-lượt về theo thể thức sân nhà-sân khách, chọn lấy hai đội đứng đầu mỗi bảng giành quyền tới Qatar. Đội bóng còn lại sẽ tham dự vòng chung kết Cúp bóng đá châu Á 2011 là đội vô địch Cúp Challenge AFC 2010, nếu Ấn Độ bảo vệ thành công danh hiệu của mình tại giải đấu thì đội á quân sẽ giành chiếc vé cuối cùng để tới Qatar này.

## Các đội vượt qua vòng loại

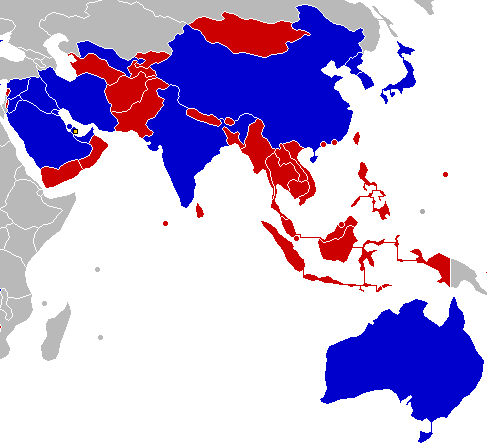
Vòng loại Cúp bóng đá châu Á 2011
Đội giành quyền tham dự giải
Đội không vượt qua vòng loại

| Đội tuyển         | Tư cách qua vòng loại           | Ngày vượt qua        | Các năm tham dự1                                                      |
| ----------------- | ------------------------------- | -------------------- | --------------------------------------------------------------------- |
| Qatar             | Chủ nhà                         | 29 tháng 7 năm 2007  | 7 (1980, 1984, 1988, 1992, 2000, 2004, 2007)                          |
| Iraq              | Vô địch Cúp bóng đá châu Á 2007 | 25 tháng 7 năm 2007  | 6 (1972, 1976, 1996, 2000, 2004, 2007)                                |
| Ả Rập Xê Út       | Á quân Cúp bóng đá châu Á 2007  | 25 tháng 7 năm 2007  | 7 (1984, 1988, 1992, 1996, 2000, 2004, 2007)                          |
| Hàn Quốc          | Hạng ba Cúp bóng đá châu Á 2007 | 28 tháng 7 năm 2007  | 11 (1956, 1960, 1964, 1972, 1980, 1984, 1988, 1996, 2000, 2004, 2007) |
| Ấn Độ             | Vô địch Cúp Challenge AFC 2008  | 13 tháng 8 năm 2008  | 2 (1964, 1984)                                                        |
| Uzbekistan        | Nhì bảng C                      | 18 tháng 11 năm 2009 | 4 (1996, 2000, 2004, 2007)                                            |
| Syria             | Nhất bảng D                     | 18 tháng 11 năm 2009 | 4 (1980, 1984, 1988, 1996)                                            |
| Iran              | Nhất bảng E                     | 6 tháng 1 năm 2010   | 11 (1968, 1972, 1976, 1980, 1984, 1988, 1992, 1996, 2000, 2004, 2007) |
| Trung Quốc        | Nhì bảng D                      | 6 tháng 1 năm 2010   | 9 (1976, 1980, 1984, 1988, 1992, 1996, 2000, 2004, 2007)              |
| Nhật Bản          | Nhất bảng A                     | 6 tháng 1 năm 2010   | 6 (1988, 1992, 1996, 2000, 2004, 2007)                                |
| Bahrain           | Nhì bảng A                      | 6 tháng 1 năm 2010   | 3 (1988, 2004, 2007)                                                  |
| UAE               | Nhất bảng C                     | 6 tháng 1 năm 2010   | 7 (1980, 1984, 1988, 1992, 1996, 2004, 2007)                          |
| CHDCND Triều Tiên | Vô địch Cúp Challenge AFC 2010  | 27 tháng 2 năm 2010  | 2 (1980, 1992)                                                        |
| Úc                | Nhất bảng B                     | 3 tháng 3 năm 2010   | 1 (2007)                                                              |
| Kuwait            | Nhì bảng B                      | 3 tháng 3 năm 2010   | 8 (1972, 1976, 1980, 1984, 1988, 1996, 2000, 2004)                    |
| Jordan            | Nhì bảng E                      | 3 tháng 3 năm 2010   | 1 (2004)                                                              |

1 Vô địch năm tham dự

## Hạt giống
Ngày 6 tháng 12 năm 2007, Liên đoàn bóng đá châu Á đã công bố xếp hạng hạt giống cho vòng loại Cúp bóng đá châu Á 2011:
| 3 đội mạnh nhất Cúp bóng đá châu Á 2007 | Các đội khác                                        | Các đội khác                                             | Các đội khác                                        | Các đội khác                                                  |
| --------------------------------------- | --------------------------------------------------- | -------------------------------------------------------- | --------------------------------------------------- | ------------------------------------------------------------- |
| 1. Iraq 2. Ả Rập Xê Út 3. Hàn Quốc      | 1. Nhật Bản 2. Úc 3. Iran 4. Uzbekistan 5. Việt Nam | 1. Trung Quốc 2. Thái Lan 3. Indonesia 4. UAE 5. Bahrain | 1. Oman 2. Malaysia 3. Jordan 4. Syria 5. Hồng Kông | 1. Yemen 2. Kuwait 3. Singapore 4. Ấn Độ 5. Liban 6. Maldives |

## Thể thức thi đấu
Hai đội xếp hạng 23 và 24 sẽ đã một trận play-off sơ loại, theo thể thức lượt đi-lượt về sân nhà-sân khách, xác định một đội giành quyền vào chơi ở vòng bảng. Đội thắng cuộc tại vòng sơ loại, cùng với 19 đội bóng xếp hạng từ thứ 4 cho đến thứ 22 sẽ được chia làm 5 bảng 4 đội đấu vòng tròn hai lượt đi và về, theo thể thức sân nhà-sân khách. Hai đội đứng đầu mỗi bảng được giành tấm vé tới Qatar năm 2011.

## Vòng sơ loại
| Liban                                                                                     | 4–0      | Maldives |
| ----------------------------------------------------------------------------------------- | -------- | -------- |
| Mahmoud El Ali 5' · Ali Yaacoub 11' · Abbas Ahmed Atwi 13' (ph.đ.) · Mohammed Ghaddar 39' | Chi tiết |          |

| Maldives           | 1–2      | Liban                                    |
| ------------------ | -------- | ---------------------------------------- |
| Shamveel Qasim 22' | Chi tiết | Mohamad Korhani 9' · Nasrat Al Jamal 75' |

## Vòng bảng

### Phân nhóm bốc thăm
| Nhóm 1                                         | Nhóm 2                                              | Nhóm 3                                         | Nhóm 4                                       |
| ---------------------------------------------- | --------------------------------------------------- | ---------------------------------------------- | -------------------------------------------- |
| - Nhật Bản - Úc - Iran - Uzbekistan - Việt Nam | - Trung Quốc - Thái Lan - Indonesia - UAE - Bahrain | - Oman - Jordan - Syria - Malaysia - Hồng Kông | - Yemen - Kuwait - Singapore - Ấn Độ - Liban |

### Bảng A
| Đội       | Trận | Thắng | Hoà | Thua | BT | BB | HS  | Điểm |
| --------- | ---- | ----- | --- | ---- | -- | -- | --- | ---- |
| Nhật Bản  | 6    | 5     | 0   | 1    | 17 | 4  | +13 | 15   |
| Bahrain   | 6    | 4     | 0   | 2    | 12 | 6  | +6  | 12   |
| Yemen     | 6    | 2     | 1   | 3    | 7  | 9  | −2  | 7    |
| Hồng Kông | 6    | 0     | 1   | 5    | 1  | 18 | −17 | 1    |

|           | Bahrain | Hồng Kông | Nhật Bản | Yemen |
| --------- | ------- | --------- | -------- | ----- |
| Bahrain   | –       | 4–0       | 1–0      | 4–0   |
| Hồng Kông | 1–3     | –         | 0–4      | 0–0   |
| Nhật Bản  | 2–0     | 6–0       | –        | 2–1   |
| Yemen     | 3–0     | 1–0       | 2–3      | –     |

| Nhật Bản                | 2–1      | Yemen         |
| ----------------------- | -------- | ------------- |
| Okazaki 7' · Tanaka 66' | Chi tiết | Al-Fadhli 47' |

| Hồng Kông          | 1–3      | Bahrain                                      |
| ------------------ | -------- | -------------------------------------------- |
| Trịnh Thiếu Vĩ 90' | Chi tiết | Abdullatif 10' · Fatadi 37' · Salman Isa 87' |

| Yemen        | 1–0      | Hồng Kông |
| ------------ | -------- | --------- |
| Al Selwi 52' | Chi tiết |           |

| Bahrain        | 1–0      | Nhật Bản |
| -------------- | -------- | -------- |
| Salman Isa 24' | Chi tiết |          |

| Nhật Bản                                                        | 6–0      | Hồng Kông |
| --------------------------------------------------------------- | -------- | --------- |
| Okazaki 17', 74', 76' · Nagatomo 28' · Nakazawa 50' · Túlio 67' | Chi tiết |           |

| Hồng Kông | 0–4      | Nhật Bản                                                        |
| --------- | -------- | --------------------------------------------------------------- |
|           | Chi tiết | Hasebe 32' · Satō 74' · S. Nakamura 84' · Okazaki 90+1' (ph.đ.) |

| Bahrain                                                       | 4–0      | Yemen |
| ------------------------------------------------------------- | -------- | ----- |
| Abdullatif 20' · Fatadi 28' · Salman 64' · Al-Dali 75' (l.n.) | Chi tiết |       |

| Yemen                     | 2–3      | Nhật Bản               |
| ------------------------- | -------- | ---------------------- |
| Al-Fadhli 13' · Abbod 39' | Chi tiết | Hirayama 42', 55', 79' |

| Bahrain                              | 4–0      | Hồng Kông |
| ------------------------------------ | -------- | --------- |
| Abdullatif 35', 40', 44' · Adnan 79' | Chi tiết |           |

| Yemen                          | 3–0      | Bahrain |
| ------------------------------ | -------- | ------- |
| Al Nono 5', 25' · Al Abidi 86' | Chi tiết |         |

| Nhật Bản                  | 2–0      | Bahrain |
| ------------------------- | -------- | ------- |
| Okazaki 36' · Honda 90+2' | Chi tiết |         |

| Hồng Kông | 0–0      | Yemen |
| --------- | -------- | ----- |
|           | Chi tiết |       |

### Bảng B
| Đội       | Pld | W | D | L | GF | GA | GD | Pts |
| --------- | --- | - | - | - | -- | -- | -- | --- |
| Úc        | 6   | 3 | 2 | 1 | 6  | 4  | +2 | 11  |
| Kuwait    | 6   | 2 | 3 | 1 | 6  | 5  | +1 | 9   |
| Oman      | 6   | 2 | 2 | 2 | 4  | 4  | 0  | 8   |
| Indonesia | 6   | 0 | 3 | 3 | 3  | 6  | −3 | 3   |

|           | Úc  | Indonesia | Kuwait | Oman |
| --------- | --- | --------- | ------ | ---- |
| Úc        | –   | 1–0       | 0–1    | 1–0  |
| Indonesia | 0–0 | –         | 1–1    | 1–2  |
| Kuwait    | 2–2 | 2–1       | –      | 0–1  |
| Oman      | 1–2 | 0–0       | 0–0    | –    |

| Oman | 0–0        | Indonesia |
| ---- | ---------- | --------- |
|      | (chi tiết) |           |

| Kuwait | 0–1        | Oman      |
| ------ | ---------- | --------- |
|        | (chi tiết) | Rabia 64' |

| Indonesia | 0–0        | Úc |
| --------- | ---------- | -- |
|           | (chi tiết) |    |

| Úc | 0–1        | Kuwait   |
| -- | ---------- | -------- |
|    | (chi tiết) | Neda 38' |

| Úc         | 1–0        | Oman |
| ---------- | ---------- | ---- |
| Cahill 74' | (chi tiết) |      |

| Kuwait               | 2–1        | Indonesia     |
| -------------------- | ---------- | ------------- |
| Al-Mutwa 61' (ph.đ.) | (chi tiết) | Pamungkas 33' |

| Oman     | 1–2        | Úc                          |
| -------- | ---------- | --------------------------- |
| Ayil 15' | (chi tiết) | Wilkshire 43' · Emerton 82' |

| Indonesia       | 1–1        | Kuwait   |
| --------------- | ---------- | -------- |
| Sudarsono 45+4' | (chi tiết) | Ajab 72' |

| Kuwait                 | 2–2        | Úc                          |
| ---------------------- | ---------- | --------------------------- |
| Bandar 40' · Naser 44' | (chi tiết) | Wilkshire 2' · Heffernan 4' |

| Indonesia   | 1–2        | Oman                      |
| ----------- | ---------- | ------------------------- |
| Solossa 45' | (chi tiết) | Bashir 32' · Sulaiman 52' |

| Úc           | 1–0        | Indonesia |
| ------------ | ---------- | --------- |
| Milligan 42' | (chi tiết) |           |

| Oman | 0–0        | Kuwait |
| ---- | ---------- | ------ |
|      | (chi tiết) |        |

### Bảng C
Vì giành chức vô địch Cúp Challenge AFC 2008 nên Ấn Độ được dự thẳng vào vòng chung kết mà không cần thi đấu vòng loại. Bảng chỉ còn 3 đội thi đấu.

| Đội        | Pld | W | D | L | GF | GA | GD  | Pts |
| ---------- | --- | - | - | - | -- | -- | --- | --- |
| UAE        | 4   | 3 | 0 | 1 | 7  | 1  | +6  | 9   |
| Uzbekistan | 4   | 3 | 0 | 1 | 7  | 3  | +4  | 9   |
| Malaysia   | 4   | 0 | 0 | 4 | 2  | 12 | −10 | 0   |

|            | Malaysia | Các Tiểu vương quốc Ả Rập Thống nhất | Uzbekistan |
| ---------- | -------- | ------------------------------------ | ---------- |
| Malaysia   | –        | 0–5                                  | 1–3        |
| UAE        | 1–0      | –                                    | 0–1        |
| Uzbekistan | 3–1      | 0–1                                  | –          |

| Malaysia | 0–5        | UAE                                                      |
| -------- | ---------- | -------------------------------------------------------- |
|          | (chi tiết) | Omar 29', 45+1' (ph.đ.) · Matar 62', 76' · A. Khalil 85' |

| UAE | 0–1        | Uzbekistan   |
| --- | ---------- | ------------ |
|     | (chi tiết) | Tadjiyev 30' |

| Uzbekistan                                        | 3–1        | Malaysia        |
| ------------------------------------------------- | ---------- | --------------- |
| Server Djeparov 46' · Alexander Geynrikh 57', 65' | (chi tiết) | Zaquan Adha 68' |

| Malaysia            | 1–3        | Uzbekistan                                                   |
| ------------------- | ---------- | ------------------------------------------------------------ |
| Badrol Bakhtiar 73' | (chi tiết) | Anvar Gafurov 33' · Bakhodir Nasimov 59' · Timur Kapadze 74' |

| UAE                | 1–0        | Malaysia |
| ------------------ | ---------- | -------- |
| Ahmed Khalil 90+3' | (chi tiết) |          |

| Uzbekistan | 0–1        | UAE              |
| ---------- | ---------- | ---------------- |
|            | (chi tiết) | Al Manhali 90+2' |

### Bảng D
| Đội        | Pld | W | D | L | GF | GA | GD  | Pts |
| ---------- | --- | - | - | - | -- | -- | --- | --- |
| Syria      | 6   | 4 | 2 | 0 | 10 | 2  | +8  | 14  |
| Trung Quốc | 6   | 4 | 1 | 1 | 13 | 5  | +8  | 13  |
| Việt Nam   | 6   | 1 | 2 | 3 | 6  | 11 | −5  | 5   |
| Liban      | 6   | 0 | 1 | 5 | 2  | 13 | −11 | 1   |

|            | Trung Quốc | Liban | Syria | Việt Nam |
| ---------- | ---------- | ----- | ----- | -------- |
| Trung Quốc | –          | 1–0   | 0–0   | 6–1      |
| Liban      | 0–2        | –     | 0–2   | 1–1      |
| Syria      | 3–2        | 4–0   | –     | 0–0      |
| Việt Nam   | 1–2        | 3–1   | 0–1   | –        |

| Việt Nam                                                        | 3–1        | Liban        |
| --------------------------------------------------------------- | ---------- | ------------ |
| Nguyễn Minh Phương 12' · Lê Công Vinh 30' · Nguyễn Vũ Phong 70' | (chi tiết) | Moghrabi 75' |

| Syria                            | 3–2        | Trung Quốc                   |
| -------------------------------- | ---------- | ---------------------------- |
| Al Sayed 8', 24' · Al Khatib 39' | (chi tiết) | Khúc Ba 52' · Lưu Kiện 90+4' |

| Trung Quốc                                                           | 6–1        | Việt Nam            |
| -------------------------------------------------------------------- | ---------- | ------------------- |
| Cao Lâm 1', 20', 83' · Đỗ Uy 27' · Khương Trữ 37' · Hao Tuấn Mẫn 47' | (chi tiết) | Nguyễn Vũ Phong 10' |

| Liban | 0–2        | Syria                          |
| ----- | ---------- | ------------------------------ |
|       | (chi tiết) | Al-Hussein 37' · Al-Khatib 78' |

| Liban | 0–2        | Trung Quốc               |
| ----- | ---------- | ------------------------ |
|       | (chi tiết) | Vu Hải 44' · Khúc Ba 73' |

| Việt Nam | 0–1        | Syria           |
| -------- | ---------- | --------------- |
|          | (chi tiết) | Raja Rafe 90+4' |

| Syria | 0–0        | Việt Nam |
| ----- | ---------- | -------- |
|       | (chi tiết) |          |

| Trung Quốc | 1–0        | Liban |
| ---------- | ---------- | ----- |
| Đỗ Uy 21'  | (chi tiết) |       |

| Liban              | 1–1        | Việt Nam             |
| ------------------ | ---------- | -------------------- |
| Mahmoud El Ali 20' | (chi tiết) | Phạm Thành Lương 40' |

| Trung Quốc | 0–0        | Syria |
| ---------- | ---------- | ----- |
|            | (chi tiết) |       |

| Việt Nam                 | 1–2        | Trung Quốc                          |
| ------------------------ | ---------- | ----------------------------------- |
| Lê Công Vinh 76' (ph.đ.) | (chi tiết) | Dương Húc 35' · Trương Lâm Ngải 43' |

| Syria                                                            | 4–0        | Liban |
| ---------------------------------------------------------------- | ---------- | ----- |
| Al Zeno 4' · Al Ahga 10' · J. Al Hussain 47' · A. Al Hussain 60' | (chi tiết) |       |

### Bảng E
| Đội       | Pld | W | D | L | GF | GA | GD | Pts |
| --------- | --- | - | - | - | -- | -- | -- | --- |
| Iran      | 6   | 4 | 1 | 1 | 11 | 2  | +9 | 13  |
| Jordan    | 6   | 2 | 2 | 2 | 4  | 4  | 0  | 8   |
| Thái Lan  | 6   | 1 | 3 | 2 | 3  | 3  | 0  | 6   |
| Singapore | 6   | 2 | 0 | 4 | 6  | 15 | −9 | 6   |

|           | Iran | Jordan | Singapore | Thái Lan |
| --------- | ---- | ------ | --------- | -------- |
| Iran      | –    | 1–0    | 6–0       | 1–0      |
| Jordan    | 1–0  | –      | 2–1       | 0–0      |
| Singapore | 1–3  | 2–1    | –         | 1–3      |
| Thái Lan  | 0–0  | 0–0    | 0–1       | –        |

| Iran                                                                   | 6–0        | Singapore |
| ---------------------------------------------------------------------- | ---------- | --------- |
| Gholamnejad 42' · Bagheri 52' · Rezaei 55' · Zare 80' · Nouri 82', 83' | (chi tiết) |           |

| Jordan | 0–0        | Thái Lan |
| ------ | ---------- | -------- |
|        | (chi tiết) |          |

| Singapore                      | 2–1        | Jordan           |
| ------------------------------ | ---------- | ---------------- |
| Casmir 21' · Noh Alam Shah 62' | (chi tiết) | Aqel 41' (ph.đ.) |

| Thái Lan | 0–0        | Iran |
| -------- | ---------- | ---- |
|          | (chi tiết) |      |

| Singapore            | 1–3        | Thái Lan                            |
| -------------------- | ---------- | ----------------------------------- |
| Fahrudin 84' (ph.đ.) | (chi tiết) | Suksomkit 12' (ph.đ.) · Chaiman 75' |

| Iran         | 1–0        | Jordan |
| ------------ | ---------- | ------ |
| Nekounam 72' | (chi tiết) |        |

| Thái Lan | 0–1        | Singapore |
| -------- | ---------- | --------- |
|          | (chi tiết) | Đurić 38' |

| Jordan        | 1–0        | Iran |
| ------------- | ---------- | ---- |
| Amer Deeb 79' | (chi tiết) |      |

| Singapore     | 1–3        | Iran                                           |
| ------------- | ---------- | ---------------------------------------------- |
| Alam Shah 32' | (chi tiết) | Aghili 11' (ph.đ.) · Madanchi 12' · Rezaei 63' |

| Thái Lan | 0–0        | Jordan |
| -------- | ---------- | ------ |
|          | (chi tiết) |        |

| Iran         | 1–0        | Thái Lan |
| ------------ | ---------- | -------- |
| Nekounam 90' | (chi tiết) |          |

| Jordan                 | 2–1        | Singapore     |
| ---------------------- | ---------- | ------------- |
| Al-Saify 9' · Anas 60' | (chi tiết) | Alam Shah 48' |

## Danh sách cầu thủ ghi bàn
6 bàn
- Okazaki Shinji

5 bàn
- Ismael Abdullatif

3 bàn
| - Cao Lâm | - Hirayama Sōta | - Noh Alam Shah |

2 bàn
| - Luke Wilkshire - Salman Isa - Abdulla Baba Fatadi - Khúc Ba - Đỗ Uy - Mohammad Nouri - Gholamreza Rezaei - Javad Nekounam | - Bader Al-Mutawa - Mahmoud El Ali - Maher Al Sayed - Firas Al Khatib - Jehad Al Hussein - Sutee Suksomkit - Mohamed Omer | - Ismail Matar - Ahmad Khalil - Alexander Geynrikh - Nguyễn Vũ Phong - Lê Công Vinh - Zaher Farid Al-Fadhli - Ali Al Nono |

1 bàn
| - Tim Cahill - Dean Heffernan - Brett Emerton - Mark Milligan - Hussain Salman - Sayed Mohamed Adnan - Dương Húc - Hao Tuấn Mẫn - Khương Trữ - Lưu Kiện - Trương Lâm Ngải - Vu Hải - Trịnh Thiếu Vĩ - Bambang Pamungkas - Boaz Solossa - Budi Sudarsono - Majid Gholamnejad - Karim Bagheri - Maziar Zare - Hadi Aghili - Mehrzad Madanchi - Nakazawa Yuji - Marcus Túlio Tanaka | - Nagatomo Yuto - Tanaka Tatsuya - Hasebe Makoto - Nakamura Shunsuke - Satō Hisato - Honda Keisuke - Hatem Aqel - Amer Deeb - Odai Al-Saify - Anas Bani Yaseen - Musaed Neda - Ahmad Ajab - Fayez Bandar - Yousef Nasser - Nasrat Al Jamal - Akram Moghrabi - Ali Yaacoub - Abbas Ahmed Atwi - Mohammed Ghaddar - Mohamad Korhani - Mohd Abdul Radzak - Badrol Bakhtiar - Shamweel Qasim | - Khalifa Ayil - Hassan Rabia - Fawzi Bashir - Ismail Sulaiman - Agu Casmir - Mustafic Fahrudin - Aleksandar Đurić - Abdelrazaq Al Hussain - Raja Rafe - Mohamed Al Zeno - Abdul Fattah Al Agha - Therdsak Chaiman - Sultan Bargash - Farhod Tadjiyev - Server Djeparov - Anvar Gafurov - Bahodir Nasimov - Timur Kapadze - Nguyễn Minh Phương - Phạm Thành Lương - Sami Abbod - Akram Al Selwi - Mohammed Al Abidi |

phản lưới nhà
- Aref Thabit Al-Dali (1) (trận gặp Bahrain)